# 16. Flieger-Division
Die 16. Flieger-Division war ein Großverband der Luftwaffe der Wehrmacht im Zweiten Weltkrieg. Sie wurde am 26. Januar 1945 in Hechingen aus der 5. Jagd-Division gebildet. Sie war dem Luftwaffenkommando West unterstellt. Die ihr unterstellten fliegenden Verbände sollten insbesondere die Heeresverbände der Heeresgruppe G der Westfront am Oberrhein unterstützen. Am 2. März 1945, noch vor der bedingungslosen Kapitulation der Wehrmacht, wurde sie aufgelöst.

## Divisionskommandeur
| Dienstgrad   | Name           | Datum                            |
| ------------ | -------------- | -------------------------------- |
| Generalmajor | Karl Hentschel | 26. Januar 1945 bis 2. März 1945 |

## Unterstellung
| Unterstellung           | von             | bis          |
| ----------------------- | --------------- | ------------ |
| Luftwaffenkommando West | 26. Januar 1945 | 2. März 1945 |

## Unterstellte Verbände
| Februar 1945 |                                                                     |
| ------------ | ------------------------------------------------------------------- |
| Februar 1945 | Flugbereitschaft/16. Flieger-Division; Teile des Jagdgeschwaders 53 |